# Ladislav Kováč (ministr)
Ladislav Kováč (* 9. dubna 1932 Závažná Poruba) je slovenský vysokoškolský pedagog, biochemik, biolog a politik, po sametové revoluci slovenský ministr školství za VPN.

## Biografie
Vystudoval biochemii na Univerzitě Karlově. Působil pak na Univerzitě Komenského v Bratislavě. Za normalizace byl odstaven z pedagogických postů a působil nejprve v Psychiatrické léčebně Pezinok, později v Ústavu pro fyziologii hospodářských zvířat v Ivance pri Dunaji.
V letech 1967–1989 působil jako hostující profesor v USA, Německu, Francii, Švédsku a Argentině. Po sametové revoluci se zapojil do slovenské politiky. V období prosinec 1989 – září 1990 byl ministrem školství, mládeže a tělesné výchovy (respektive ministrem školství, vědy, mládeže a sportu) ve vládě Milana Čiče a první vládě Vladimíra Mečiara. Ve volbách roku 1990 zasedl do Sněmovny lidu Federálního shromáždění (volební obvod Západoslovenský kraj) za VPN. Již v červnu 1990 ale na mandát poslance rezignoval a fakticky jej nevykonával.
V letech 1991-1992 působil jako velvyslanec Československa při organizaci UNESCO v Paříži. Od roku 1993 opět působil jako profesor biochemie na Přírodovědecké fakultě Univerzity Komenského se zaměřením na kognitivní biologii. V letech 1996–1998 byl hostujícím badatelem na Ústavu Konrada Lorenze pro výzkum evoluce v Altenbergu v Rakousku. Je členem Slovenské akademické společnosti a za zahraničního člena ho přijala i Učená společnost České republiky. Zabývá se i politickými a sociálními studiemi. Vydal knihu Prírodopis komunizmu.

## Vybrané publikace
- Fundamental principles of cognitive biology, Evolution of Cognitive Psychology 6, 2000, s. 51-69.
- True and effective – and beyond comprehension?, BioEssays 31, 2007, s. 363–364.
- Darwin and Dostoyevsky: twins, EMBO Reports 2010, online. Archivováno 7. 11. 2017 na Wayback Machine.
- Memorial of the unknown warrior, EMBO Reports 2011, online. Archivováno 7. 11. 2017 na Wayback Machine.
- Closing Human Evolution: Life in the Ultimate Age, Cham, Heidelberg, New York, Dordrecht, London, Springer 2015, ISBN 978-3319206592; česky Konec lidské evoluce: Život v závěrečném věku, Pavel Mervart, Červený Kostelec 2017, ISBN 978-80-7465-224-0.
- Zdeněk Neubauer, Ladislav Kováč: Listy o biologii. Korespondence Ladislav Kováč – Zdeněk Neubauer 1975-1990 a další texty (2019)